# Oligopson
Oligopson este un termen care desemnează o formă a pieței cu concurență imperfectă, în cadrul căreia un număr mic de firme mari cumpără cea mai mare parte a unei anumite mărfi, marfă care este furnizată de mai mulți producători sau ofertanți.
Numărul de solicitanți este suficient de mic, iar puterea lor economică este suficient de mare, pentru ca acțiunea întreprinsă de fiecare firmă cumpărătoare, luată separat, să aibă un impact semnificativ asupra condițiilor generale de cumpărare-vânzare de pe piața mărfii respective.
În concluzie, oligopsonul este piața pe care un număr redus de cumpărători controlează puterea de cumpărare și, în consecință, dictează producția și prețul de piață al unui anumit produs sau serviciu. Într-un oligopson prețurile tind să fie mai mici decât într-o piață liber concurențială, așa cum prețurile într-un oligopol tind să fie mai mari. Practic, un oligopson este inversul unui oligopol.